# 米歇尔·奥邦萨温
米歇尔·奥邦萨温（Michelle O'Bonsawin）是一名加拿大法官，自 2017年以来一直担任安大略省高等法院的法官。2022年8月19日，加拿大总理賈斯汀·杜魯多提名她出任加拿大最高法院法官，接替即将退休的大法官Michael Moldaver。她将成为第一位在该国最高法院任职的加拿大原住民。 